# Nordin Jbari
Nordin Jbari, né le 5 février 1975 à Saint-Josse-ten-Noode en Belgique, est un ancien footballeur international belge d'origine marocaine qui évoluait au poste d'attaquant. Il est actuellement consultant pour différents médias comme Eleven Sport ou encore la RTBF.
Il est le premier joueur d'origine nord-africaine à avoir joué pour l'équipe nationale belge.

## Biographie

### Carrière
Nordin Jbari a débuté au SCUP Jette avant d'être recruté par le RSC Anderlecht. Il y débute en équipe première en 1995-1996. Il a par la suite notamment évolué au KAA La Gantoise et au Club Bruges KV. Il a joué deux matches avec l'équipe de Belgique en  1996-1997.

## Palmarès
- RSC Anderlecht
  - Vice-champion de Belgique en 1996

- Club Bruges KV
  - Champion de Belgique en 1998
  - Vice-champion de Belgique en 1999